# 大塚武三郎
大塚 武三郎（おおつか ぶさぶろう、1891年（明治24年）12月1日 - 1970年（昭和45年）9月30日）は、日本の実業家。大塚グループの発祥企業である大塚製薬工業部（現：大塚製薬工場）の創業者。徳島県鳴門市出身。勲五等双光旭日章、従五位勲四等瑞宝章、藍綬褒章などを受賞。

## 来歴・人物
1921年に29歳で徳島県鳴門市に大塚製薬工業部（現：大塚製薬工場）を創立した。
1947年に長男の大塚正士が社長を引き継ぎグループの総帥になる。
1970年9月30日、78歳で死去。

## 親族
息子は大塚正士（長男）、大塚芳満（三男）、大塚公（四男）、大塚正富（五男）である。孫は大塚ホールディングス初代会長の大塚明彦と大塚化学元社長の大塚雄二郎である。ひ孫は、大塚ホールディングス会長の大塚一郎、大塚倉庫会長の大塚太郎と元ヴォーカリストの大塚雄三、高松琴平電気鉄道社長の真鍋康正などである。

## 関連書籍等
- 森本真章編 編『真心』森本真章、1967年。
- 週刊時事編集部編 編「15　製薬に生きる 大塚武三郎氏（鳴門市）」『この人・その事業』 第8、時事通信社、1968年、142-150頁。doi:10.11501/2973864。全国書誌番号:68005416。
- 「大塚武三郎（大塚製薬）」『現代財界家系譜』 第3巻、現代名士家系譜刊行会、1970年、138頁。全国書誌番号:73003403。
- 『大塚武三郎「書」作品集　大塚製薬工場創業者』大塚武三郎館、2009年。 NCID BB23626103。
- 日外アソシエーツ株式会社編 編「大塚武三郎」『日本の創業者　近現代起業家人名事典』日外アソシエーツ、2010年、59頁。ISBN 9784816922398。 NCID BB01496966。全国書誌番号:21745888。